# スフヤーン・マーヒル・ハサン・アッ＝ティクリーティー
スフヤーン・マーヒル・ハサン・アッ＝グダイリー・アッ＝ティクリーティー（Sufiyan Mahir Hasan Al-Ghudayri　Al-Tikriti）は、イラクの軍人、陸軍中将。共和国防衛隊・アドナーン師団長。サッダーム・フセインの従兄弟。

## 人物
イラン・イラク戦争では、共和国防衛隊（RG）の部隊を指揮して戦闘に従事。湾岸戦争では、RG第2機甲旅団を率いた。湾岸戦争停戦後は、特別共和国防衛隊（SRG）の訓練担当参謀を務めていた。
イラク戦争開戦前夜、スフヤーンはCIAの反サッダーム・フセイン工作に協力していたと言われる。
フランスの新聞「ル・ジュルナル・デュ・ディマンシュ」によると、CIAは開戦の前年、イラク軍内部に協力者を見つける工作を行っていた。所謂「人間の盾」の中にCIAの工作員を浸透させ、イラクに潜入した米軍特殊部隊が密かにイラク軍将校と接触するなどしていた。アメリカ中央軍のトミー・フランクス司令官（当時）も、記者会見でイラク軍将校からサッダーム打倒のために、アメリカに協力するという手紙を受け取ったことを明らかにしている。スフヤーンは、約2500万ドルを受け取り、フセイン政権崩壊後も戦犯に問わないことや第三国で生活できることを条件として、対米協力に転じたと言われている。
2003年3月20日、イラク戦争が開戦。同じくCIAと接触していたフセイン・ラシード軍総司令部総長らと共に、イラク側の戦闘配備状況やサッダームの居場所などの、情報提供を行った。スフヤーンはこの時、バグダードの防衛を担当していた共和国防衛隊・アドナーン師団を率いていた。
4月6日、スフヤーンは国際空港を守備していた同師団の一個旅団に、国際空港からバグダード郊外のアブー・グライブ地域に移動するよう命じた。命令どおり旅団は空港から移動を開始しようとしたが、その直後、国際空港に米軍が進攻し、空港に立て篭もった旅団は激しい戦闘を展開するも、抵抗も空しく1500人が戦死、旅団長は捕虜となった。
アメリカのニュースサイト「World Tribune.com」によれば、スフヤーンが、アドナーン師団の兵士に戦闘を止めて、帰宅するよう命じたと伝えた。また、CIAからの要請により、ティグリス川に掛かる橋の爆破命令を意図的に無視したとも報じられた。
その後、スフヤーンの消息についても様々な報道・発表がなされた。4月8日、スフヤーンは以上の対米協力の見返りとして、現金を受け取り、バグダード国際空港から20人の側近と共に民間機で国外に移住したと報じられた。しかし、空港から飛びだったと言われる4月8日に、米海兵隊はスフヤーンが海兵隊の銃撃で死亡したと発表。あるいは4月9日の「ナイトリッダー」紙の報道で、海兵隊員の証言として、スフヤーンが、白いセダン車の中で運転手一人と共に、軍服を着て死んでいたと報じた。これは、スフヤーンが国外に出国したことを隠すためのカムフラージュとして、米軍が偽の発表を行ったものと思われた。
一方、米軍はスフヤーンとの協力関係を否定しており、どこまでが真実かは不明である。フセイン政権下で情報相を務めたムハンマド・サイード・アッ＝サッハーフは、03年9月18日に放送されたアブダビ・テレビの『サッハーフの戦争」という番組内で、スフヤーンが米軍のスパイであったことを否定している。
その後、スフヤーンがイラク国外にでは無く、故郷であるティクリートに戻っていたことが明らかにされた。

## 拘束〜裁判
2004年7月18日、スフヤーンは、ティクリートの自宅で米軍とイラク国家警備隊・第1歩兵師団によって拘束された。イラク駐留外国軍、イラク治安部隊、イラク国民に対するテロを計画・支援していたという容疑が逮捕の理由である。
その後、スフヤーンはイラク側に身柄を引き渡され、湾岸戦争後の1991年に政権に反旗を翻したシーア派住民に対し、当時、共和国防衛隊・第2装甲旅団長だったスフヤーンが、軍を率いて住民を虐殺したとして「人道に対する罪」「戦争犯罪」「ジェノサイド罪」で訴追され、2007年、本件を裁くイラク高等法廷に被告の一人として出廷した。裁判では、スフヤーンは無罪を主張し、2008年12月2日、高等法廷は、スフヤーンが大量虐殺に関わっていないとして無罪判決を言い渡した。

## 参考記事
- news.pacificnews.org